# Thomas Elsbeth
Thomas Elsbeth (* um 1555 in Neustadt an der Saale; † zwischen 1624 und 1630) war ein deutscher Komponist, Verfasser von Motetten und evangelischen Kirchenliedern.

## Leben
Thomas Elsbeth war in Frankfurt an der Oder tätig, wo seine ersten Werke erschienen sind. Wahrscheinlich kannte er den Frankfurter Kantor und Komponisten Bartholomäus Gesius. Später war er auch in Breslau, seit 1606 in Liegnitz und seit 1616 in Jauer tätig.
Thomas Elsbeth schuf etwa 150 Motetten und 100 Lieder zu den lateinischen und deutschen Texten. Seine Werke zeigen keine Einflüsse des italienischen Stils und des Basso continuo.
Seine Motetten und Lieder komponierte er sowohl in Homophonie wie auch in Polyphonie. Die Lieder sind in der Form des evangelischen Chorals gestaltet, oft 3 bis 5-stimmig, die Motette sind für bis 6 oder 8 Stimmen bestimmt.

## Werke
- Neue ausserlesene deutsche und lateinische Lieder (Frankfurt an der Oder, 1599, 26 Werke, 3 Stimmen)
- Neue geistliche zu christlicher Andacht bewegende Lieder (Frankfurt an der Oder, 1599, 36 Werke, 5 Stimmen)
- Neue ausserlesene weltliche Lieder (Frankfurt an der Oder, 1599, 26 Werke, 5 Stimmen)
- Selectissimae & novae cantiones sacrae (Frankfurt an der Oder, 1600, 26 Werke, 6 Stimmen)
- Dritter Theil neuer ausserlesener geistlicher und weltlicher Lieder (Coburg, 1602, 20 Werke, 3 Stimmen)
- Selectissimae & novae cantiones sacrae (Liegnitz, 1606, 20 Werke, 4 Stimmen)
- Neue ausserlesene Lieder (Liegnitz, 1607, 20 Werke, 5 Stimmen)
- Selectissimae & novae cantiones sacrae (Liegnitz, 1608, 8 Werke, 6 und 8 Stimmen)
- Selectissimae & novae cantiones sacrae (Liegnitz, 1610, 12 Werke, 5 Stimmen)
- Festorum paschalis et pentecostes officium … introitus, missae, sequentiae (Liegnitz, 1615, 5 Stimmen)
- Hochzeitlicher Gesang (Erfurt, 1615, 5 Stimmen)
- Der 150. Psalm Davids (Liegnitz, 1616, 7 Stimmen)
- Erster Theil sontäglicher Evangelien … von Advent biss auff Cantate (Liegnitz, 1616, 30 Werke, 5 Stimmen)
- Ander Theil sontäglicher Evangelien … von Cantate biss auff Advent (Liegnitz, 1621, 30 Werke, 5 Stimmen)
- Ein schöner Spruch aus dem Hohen Lied (Liegnitz, 1621, 6 Stimmen)
- Etliche trostreiche Text a. d. Psalmen und Jesus Sirach (Breslau, 1623, 8 Stimmen)
- Melpomene sacra … das ist ausserlesene geistliche Gesänge auff alle vornehme Fest durchs gantze Jahr (Breslau, 1624, 16 Werke, 6 Stimmen)
- Von Gott mir ist erkohren, Hochzeitsmotette (Freiburg, 1624, 5 Stimmen)
- Der 128. Psalm Davids (Liegnitz, ohne Datum, 6 Stimmen)
- 1 Messe
- 12 Motetten, 4, 5, und 6 Stimmen
- 6 Kirchenlieder, 5 Stimmen
- 6 weltliche Lieder, 5 Stimmen